# Кюнстгал
Кюнстгал (нід. Kunsthal) — музей у Роттердамі, що відкрився 1992 року. Розташований у Музейному парку міста поруч з Музеєм природної історії. Будівля зведена за проектом голландського архітектора Рема Колгаса.
У музеї немає своєї постійної експозиції, надаючи перевагу тимчасовим виставкам. Велика площа (3300 кв. м.) дозволяє виставляти кілька експозицій паралельно. У музеї представляють роботи майстрів XX століття і представників сучасних течій у мистецтві. Так, у Кюнстгалі відвідувачам пропонували ознайомитись з творами Анрі Матісса, Поля Ґоґена, Пабло Пікассо, Енді Ворхола, Чака Клоуза, Арне Куїнза, Меєра де Гана, Люсьєна Фрейда тощо.

## Крадіжка картин
16 жовтня 2012 року з Кюнстгалу викрали сім шедеврів світового мистецтва. Зловмисники викрали полотна Клода Моне («Міст Ватерлоо, Лондон» і «Міст Чарінг-Крос», Лондон), Пабло Пікассо («Голова Арлекіна»), Поля Ґоґена («Дівчинка перед відчиненим вікном», 1898), Анрі Матісса («Дівчина-читачка у білому й жовтому», 1919), Меєра де Гана («Автопортрет», 1890) та Люсьєна Фрейда («Жінка із заплющеними очима», 2002). У день крадіжки в залах музею виставлялись авангардні роботи понад 150 художників з фондів Triton Foundation з нагоди їхнього 20-річчя. Вартість вкрадених творів коливається від 100 до 200 млн євро.
Пограбування сталося близько третьої ранку. Попри те, що спрацювала сигналізація, злодії встигли втекти до прибуття поліції. Правоохоронці Роттердама визнали майстерність крадіїв.
За кілька місяців після крадіжки до фахівця Румунського національного художнього музею Марини Драґу звернулись з проханням провести експертизу, як згодом з'ясувалось, викрадених картин. У липні 2013 року заарештували кількох підозрюваних румунів. Мати одного з них спочатку зізналась, що крадене зберігалось у валізі на цвинтарі у румунському селі Каракліу, а потім спалила картини, прагнучи знищити речові докази. Однак згодом у суді жінка відмовилась від своїх свідчень. Проте під час обшуку її хати у печі були знайдені рештки полотна, фарби й цвяхи.

## Галерея

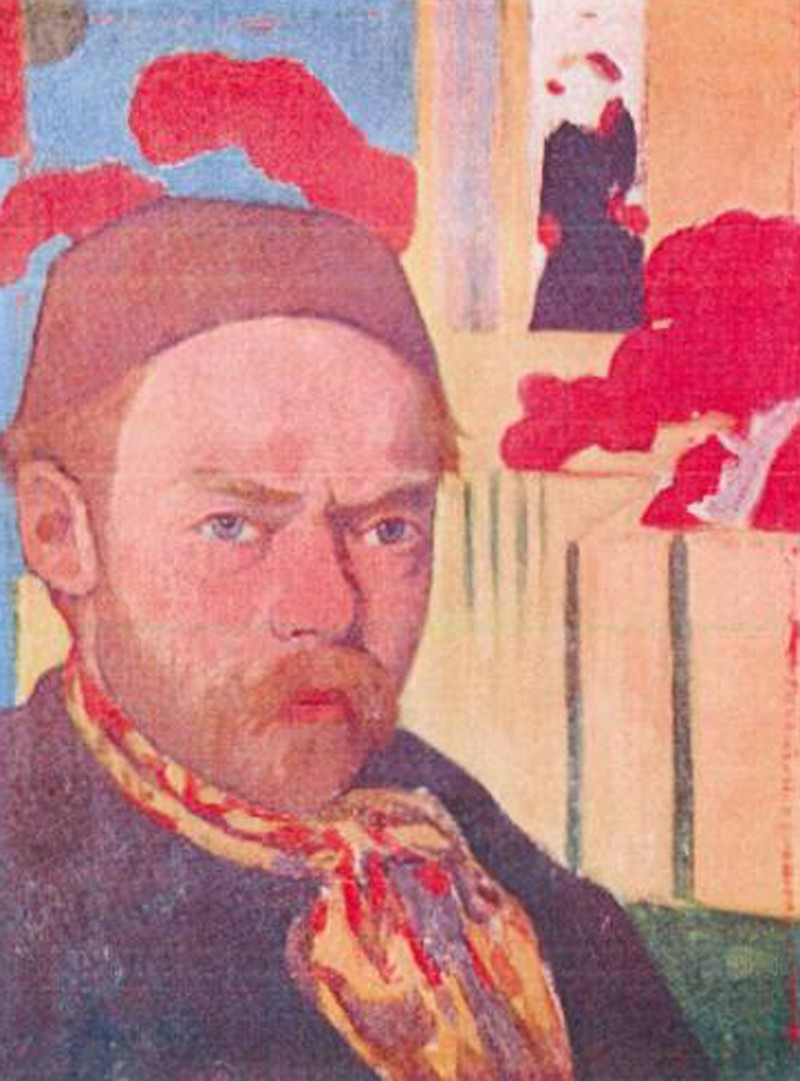
Автопортрет, Меєр де Ган (бл. 1889–1891). Triton
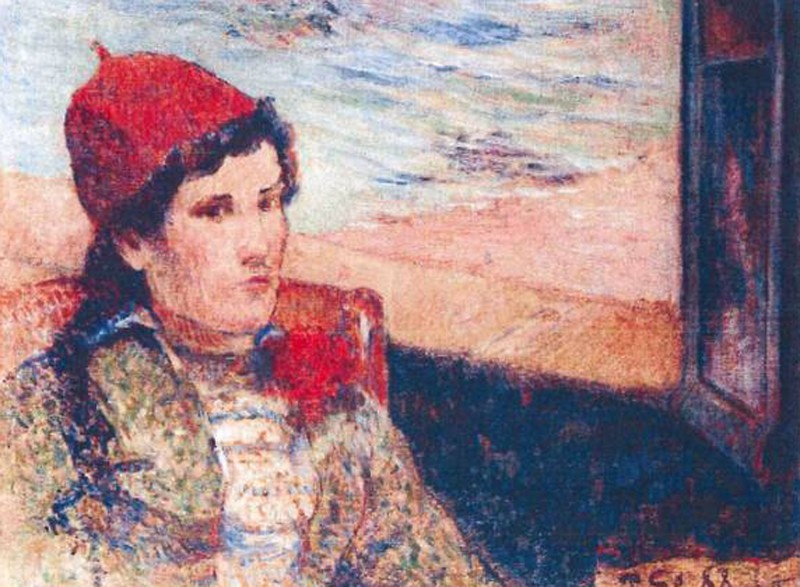
Дівчинка перед відчиненим вікном, Поль Ґоґен (1888). Triton
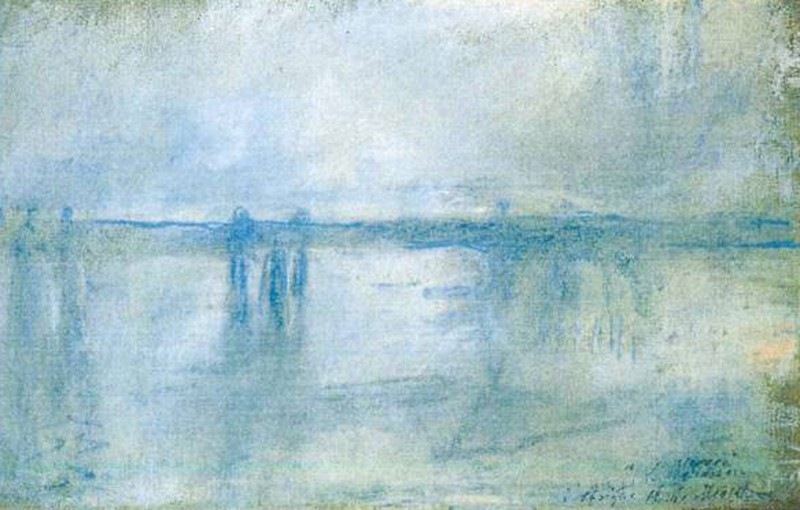
Міст Чарінг-Крос, Лондон, Клод Моне (1901). Triton
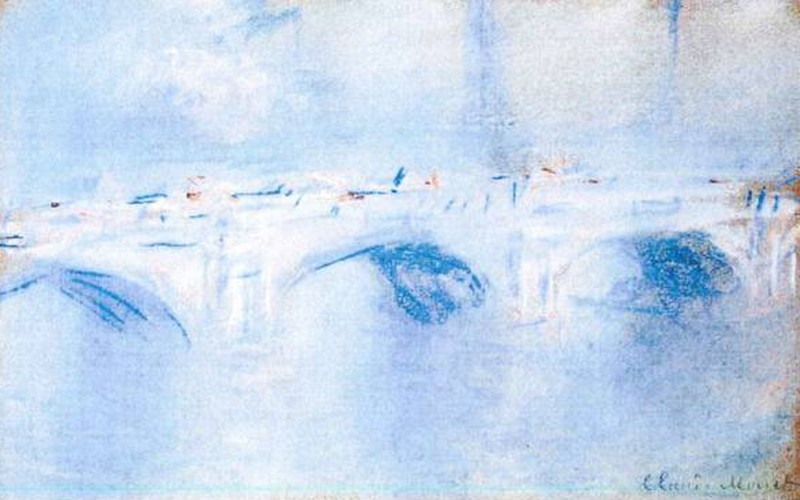
Міст Ватерлоо, Лондон, Клод Моне (1901). Triton